# Pecöl
Pecöl là một thị trấn thuộc hạt Vas, Hungary. Thị trấn này có diện tích 17,26 km², dân số năm 2010 là 809 người, mật độ 47 người/km².